# Mean Streak (Y&T)
Mean Streak è il quinto album in studio dei Y&T, uscito nel 1982 per l'Etichetta discografica A&M Records.

## Tracce
1. Mean Streak (Meniketti, Alves, Kennemore, Haze) 4:06
2. Straight Thru the Heart (Meniketti, Alves, Kennemore, Haze) 4:14
3. Lonely Side of Town (Meniketti, Alves, Kennemore, Haze) 4:48
4. Midnight in Tokyo (Meniketti, Alves, Kennemore, Haze) 5:41
5. Breaking Away (Meniketti, Alves, Kennemore, Haze) 4:42
6. Hang 'Em High (Meniketti, Alves, Kennemore, Haze) 5:30
7. Take You to the Limit (Meniketti, Alves, Kennemore, Haze) 4:57
8. Sentimental Fool (Meniketti, Alves, Kennemore, Haze, Shulman, Sieff) 3:11
9. Down and Dirty (Meniketti, Alves, Kennemore, Haze) 3:54

## Formazione
- Dave Meniketti - voce, chitarra
- Joey Alves - chitarra, cori
- Phil Kennemore - basso, cori
- Leonard Haze - batteria, cori